# Tom Christiansen
Tom Christiansen, född 3 februari 1956, är en norsk tidigare backhoppare. Han representerade Årvoll Idrettslag i Oslo. Tom Christiansen var den första norrmannen som vann en världscuptävling.

## Karriär
Tom Christiansen tävlade i norska mästerskapen 1975 och vann en silvermedalj, efter Johan Sætre. Under norska mästerskapen 1979 slutade han som nummer 12 i normalbacken och nummer 5 i stora backen. I Svenska skidspelen 1979 i Falun blev han nummer 6.
Christiansen deltog i den allra första upplagan av världscupen, säsongen 1979/1980. I hoppbacken Dauphine i Saint-Nizier-du-Moucherotte i Frankrike 9 februari 1980, blev Christiansen nummer 6. Dagen efter i samma backen vann Christiansen världscuptävlingen före Alois Lipburger från Österrike och landsmannen Tom Levorstad. Tom Christiansen blev den första norrmann att vinna en deltävling i världscupen. Säsongen 1979/1980 blev Christiansen nummer 27 sammanlagt i världscupen.
Tom Christiansen kvalificerade sig inte för norska laget som skulle tävla i olympiska spelen 1980 i Lake Placid i USA. Han blev nummer 45 under skidspelen i Falun 1980. I Lahtisspelen 1980 blev han 57 i normalbacken och nummer 61 i stora backen. Christiansen blev nummer 6 i båda backarna under norska mästerskapen 1980.